# Johann Jakob Froberger

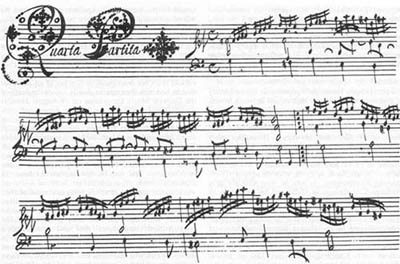
Autograph von Froberger (aus Libro Secondo, 1649)

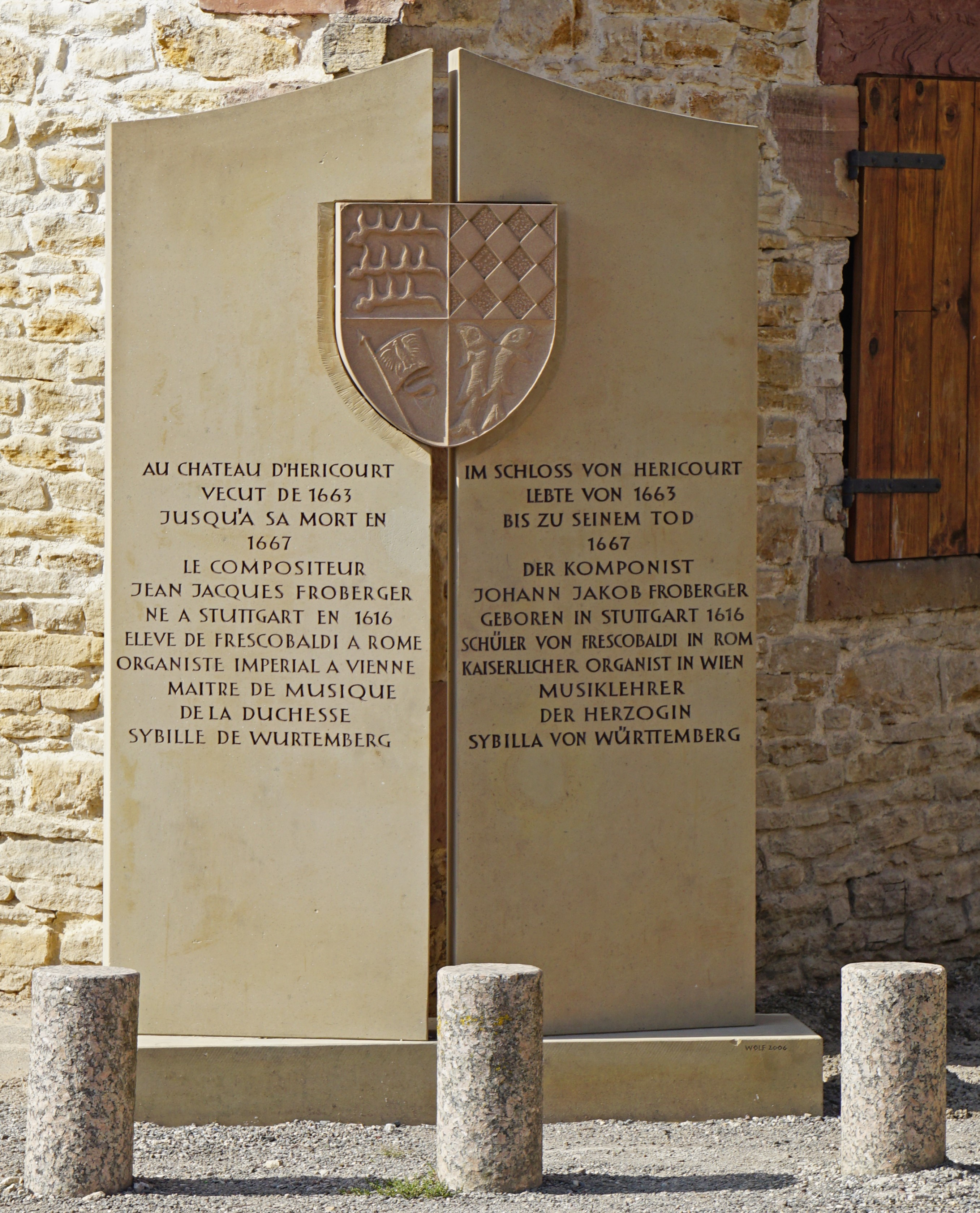
Gedenkstein für Froberger vor dem Schloss Héricourt (Foto: 2016)

Johann Jacob Froberger (auch: Johann Jakob Froberger; * 18. Maijul. / 28. Mai 1616greg. in Stuttgart; † wahrscheinlich am 6. Maijul. / 16. Mai 1667greg. auf Schloss Héricourt bei Mömpelgard, Grafschaft Württemberg-Mömpelgard) war ein deutscher Komponist, Organist und Cembalist des Barock. In seiner Musik vereinte der weitgereiste Komponist italienische, deutsche und französische Einflüsse zu einem signifikanten und sehr persönlich gefärbten Individualstil. Er gilt als einer der bedeutendsten und einflussreichsten Komponisten von Tastenmusik überhaupt und wird in dieser Hinsicht mit seinem Lehrer Frescobaldi sowie mit Chopin verglichen. Besonders gerühmt wird sein Einfluss auf die Entwicklung der Claviersuite, in der er teilweise große emotionale Tiefen erreichte.

## Leben
Frobergers Familie väterlicherseits stammte aus Halle (Saale), wo 1575 sein Vater Basilius Froberger geboren wurde. Dieser zog um 1599 nach Stuttgart um und wurde dort 1621 Kapellmeister der Stuttgarter Hofkapelle.
Johann Jacob Froberger wurde nach neueren Forschungen am 28. Mai 1616 gregorianischer Zeitrechnung als jüngster Sohn des Basilius Froberger und dessen Frau Anna, geb. Schmid (1577–1637), geboren und einen Tag später getauft; das in der Literatur auch heutzutage (Stand 2025) noch häufig anzutreffende Geburtsdatum des 18. Mai (ebenso wie das Sterbedatum 6. Mai 1667) entspricht dem julianischen Kalender. Von seinen zehn Geschwistern wurden vier Brüder ebenfalls an der Stuttgarter Hofkapelle angestellt.
Johann Jacob Froberger wuchs im Umfeld des württembergischen Hofes in einer international geprägten musikalischen Atmosphäre auf. Über seine frühe Ausbildung ist nichts bekannt, es ist jedoch wahrscheinlich, dass er ersten Musik- und Instrumentalunterricht von seinem Vater Basilius und/oder einem älteren Bruder erhielt. Es wird außerdem vermutet, dass Johann Ulrich Steigleder, der 1627 Hoforganist in Stuttgart wurde, sein Lehrer war. Froberger verlor beide Eltern 1637 infolge einer Pestepidemie, lebte zu dieser Zeit jedoch bereits – eventuell seit zwei oder drei Jahren – in Wien, wo er am 1. Januar 1637 eine erste Anstellung als Organist am kaiserlichen Hof antrat. Interessanterweise war er in diesem Zusammenhang und mitten im Dreißigjährigen Krieg bereit, vom protestantischen zum römisch-katholischen Glauben zu konvertieren.
Wenige Monate später, im Herbst 1637 erhielt er ein kaiserliches Stipendium für eine dreieinhalbjährige Studienfahrt nach Italien zu Girolamo Frescobaldi in Rom. Dort mag er auch Michelangelo Rossi kennengelernt haben. Von April 1641 bis Oktober 1645 nahm er den Dienst am Wiener Hof wieder auf, nun als dritter „Cammerorganist“ neben Wolfgang Ebner und Carlo Ferdinando Simonelli.
Die Zeit zwischen 1645 und 1653 ist kaum dokumentiert; fest steht, dass er vor 1649 eine zweite Reise nach Italien unternahm und dort Kontakte zu Giacomo Carissimi und Athanasius Kircher pflegte. Letzterer überließ ihm eine selbst konstruierte „Kompositionsmaschine“, die sogenannte arca musurgica, die Froberger als eine Art Gesandter Kirchers während seiner Rückreise den Fürsten in Florenz und Mantua und im Sommer 1649 in Wien auch Kaiser Ferdinand III. demonstrierte. Der Kontakt zu Kircher führte außerdem zur Veröffentlichung von Frobergers Fantasia sopra Ut Re Mi Fa Sol La (FbWV 201) in dessen Musurgia universalis (1650).

Im Spätsommer 1649 hörte William Swann, ein Gesandter des Fürsten von Oranien, Froberger auf dem Cembalo („sur les espinettes“) konzertieren und schwärmte von dessen Spiel in einem Brief an Constantijn Huygens, den Sekretär des Prinzen, der in der Folge ein großer Bewunderer und Freund des Komponisten und Sammler seiner Werke wurde.
Im Winter 1649–50 begab sich Froberger – möglicherweise in einer diplomatischen Mission – nach Dresden, wo er dem Kurfürsten einen Brief des Kaisers sowie ein Manuskript mit eigenen Werken übergab. Johann Mattheson berichtet von einem Wettstreit mit dem dortigen Hoforganisten Matthias Weckmann. Obwohl Froberger als Sieger eine goldene Kette gewann, zollte er dem Kontrahenten größten Respekt, und es entstand eine intensive Freundschaft.
Weitere Reisen führten den Komponisten im Frühjahr 1650 nach Brüssel, an den Hof von Leopold Wilhelm, dem Bruder des Kaisers und Statthalter der Spanischen Niederlande, und 1652 nach Paris. In einer Pressenotiz vom 26. September 1652 über ein Konzert Frobergers in Paris wurde er als „deutscher Dicksack“ und „mittelmäßige Persönlichkeit“ bezeichnet.

Froberger pflegte während dieser Zeit Kontakte zu dem Lautenisten Charles Fleury, Sieur de Blancrocher (um 1607–1652), dem er nach einem tödlichen Unfall in Frobergers Gegenwart ein berühmtes Tombeau (FbWV 632) widmete. Wahrscheinlich lernte er auch den Lautenisten Denis Gaultier, den damals führenden französischen Clavecinisten Jacques Champion de Chambonnières und den jungen Louis Couperin kennen. In einem Brief an Kircher vom 9. Februar 1654 erwähnt Froberger seine Reisen in Deutschland, den Niederlanden, England und Frankreich.
Im April 1653 kehrte Froberger nach Wien als Hoforganist zurück. Nach dem Tode Ferdinand III. am 2. April 1657 komponierte Froberger eine bewegende Lamentation (FbWV 633). Der neue Kaiser Leopold I. reduzierte jedoch nach seinem Amtsantritt das Personal der Wiener Hofmusikkapelle, und Frobergers Stellung wurde nach Juli 1658 gestrichen. Die Gründe dafür waren wahrscheinlich politischer Natur: Leopold I. mag in Froberger einen Parteigänger Leopold Wilhelms gesehen haben, welcher am Hofe als rivalisierender Kandidat als Nachfolger des Kaisers gehandelt wurde.
Die Zeit von 1658 bis 1664 im Leben des Komponisten liegt mehr oder weniger im Dunkeln. Möglicherweise hielt er sich im Sommer 1658 während der Kaiserkrönung Leopolds I. in Frankfurt am Main auf. Wahrscheinlich kehrte er nach seiner Entlassung zurück zu Verwandten in seine Heimat Stuttgart. Um 1660 scheint er wieder in Paris gewesen zu sein, eventuell zu den Hochzeitsfeierlichkeiten Ludwigs XIV. mit Maria Teresa von Spanien.
Ab etwa 1662 oder 1664 ließ sich Froberger bei der musikbegeisterten Herzogin Sibylla von Württemberg-Mömpelgard nieder und wohnte auf deren Witwensitz Schloss Héricourt. Zu dieser Zeit reiste er vielleicht mit der Herzogin nach Madrid.

Am 16. September 1665 hielt er sich in Mainz am Hof des dortigen Fürsterzbischofs auf und begegnete dort überraschend Constantijn Huygens. Aus einem Brief Huygens’ an Froberger vom Oktober 1666 geht hervor, dass der Komponist zu dieser Zeit hoffte, schon bald nach Wien zurückkehren zu können (als Nachfolger von Wolfgang Ebner ?) – möglicherweise stand er sogar in Verhandlungen mit dem Kaiserhof.

Froberger starb am 16. oder 17. Mai 1667 während des Vespergebets in der Kapelle von Schloss Héricourt an den Folgen eines Schlaganfalls. Die Umstände seines Todes werden in einem Brief der Herzogin an Huygens beschrieben. Der Komponist wurde am 10. Maijul. / 20. Mai 1667greg. auf eigenen Wunsch, den er nur einen Tag vor seinem Tode geäußert hatte, in der katholischen Kirche von Bavilliers neben dem Altar begraben. Sein Grab ist nicht erhalten.

## Werk

### Gattungen
Froberger schuf fast ausschließlich Musik für Tasteninstrumente. Seine Toccaten, Capricci, Canzonen, Ricercare und Fantasien sind auf Orgel, Cembalo, Virginal oder Clavichord spielbar, seine Suiten und Einzelsätze, wie z. B. Tombeaus, sind spezifisch für die genannten Kielinstrumente oder Clavichord bestimmt. Die meisten Stücke verwenden einen Manualumfang von C–c3 mit gebrochener kurzer Oktave, manchmal auch nur (FGA–g2a2).
Der Einfluss seines Lehrers Frescobaldi ist in seinen kontrapunktisch polyphonen Werken am deutlichsten. Dabei ist allerdings festzustellen, dass bei Froberger die Begriffe „Fantasia“ und „Ricercar“ meistens austauschbar sind und ein fugiertes Stück in ruhigem Tempo meinen, meistens in mehreren Abschnitten. Ebenso sind bei ihm „Canzonen“ und „Capricci“ mehr oder weniger dasselbe („essentially similar“), nämlich ein mehrteiliges fugiertes Werk in lebhafterem Tempo, wobei das eingangs vorgestellte Fugenthema in den späteren Abschnitten variiert wird. Besonders in seinen Canzonen und Capricci ist Froberger eigentlich der einzige, der bezüglich kompositorischer Kunstfertigkeit überhaupt in der Lage war, an Frescobaldis Vorbild anzuknüpfen. Dies wurde im 17. und 18. Jahrhundert auch allgemein anerkannt und bewundert, heutzutage (Stand 2025) dagegen erfreuen sich seine „Fugen“ einer geringeren Beliebtheit als die übrigen Werke.
Frobergers Toccaten bestehen meistens aus einer freien, quasi „improvisatorischen“ (d. h. toccatenhaften) Einleitung und zwei bis drei Fugatos, die in weitere freie Überleitungen sowie eine ebensolche Coda eingebettet sind. In den eigentlichen toccatenhaften Teilen wechselt virtuoses Figurenwerk und mehr oder weniger akkordische Passagen mit oft harmonisch überraschenden und ausdrucksvollen Wendungen; die Fugati sind ähnlich wie die Themen seiner Canzonen und Capricci thematisch miteinander verwand, entsprechen also in gewissem Grade einer Variations-Canzone. Stilistisch ist Froberger in seinen Toccaten mehr von Michelangelo Rossi als von Frescobaldi beeinflusst, formal wirkt er aber durch die Einbeziehung imitativer Abschnitte klarer und strenger, in gewisser Weise auch „deutscher“, dabei geht die Verwendung mehrerer Fugati innerhalb einer Toccata bereits auf Claudio Merulo zurück.

Eine Ausnahme bildet eine kleine Gruppe sogenannter Elevationstoccaten (FbWV 105, 106, 111, 121), die in einem meditativen, freien Kontrapunkt, mit vielen harmonischen Überraschungen, nach Frescobaldis Vorbild gearbeitet sind.
Als besonders individuelle Leistung gelten Frobergers Partiten (= Suiten) und Lamentationen, Tombeaus oder Méditations; Letztere dienen in einigen Fällen als Einleitung zu einer Partita. Im Gegensatz zu früheren Autoren, nach denen er angeblich die „klassische Suitenordnung“ etabliert habe, findet man bei ihm grundsätzlich drei verschiedene Satzfolgen:
1) Allemande - Courante - Sarabande
Diese ist als die früheste Form anzusehen, da sie bei vier von sechs Partiten im Libro Secondo von 1649 auftritt; bei einer Abwandlung dieser Form hat jeder Satz ein Double (z. B. Partita in e, FbWV 623).

2) Allemande - Courante - Sarabande - Gigue („klassische Suitenordnung“)
Die Partitenform mit Gigue am Ende kommt ebenfalls im Libro Secondo von 1649 bereits vor, aber nur einmal (Partita in d, FbWV 602). Von späteren Kopisten und Herausgebern wurden viele Partiten in diese Reihenfolge gebracht, was jedoch ziemlich sicher nicht auf Froberger selber zurückgeht. Dabei wurden einerseits dreisätzige Partiten oft durch eine Gigue (aus irgendeiner anderen Partita) am Ende ergänzt, oder die Satzfolge Nr. 3 (siehe unten) durch Umstellung der Gigue in die Folge Nr. 2 verändert.

3) Allemande - Gigue - Courante - Sarabande
Dies war die von Froberger anscheinend bevorzugte Satzfolge, mit der Gigue an zweiter Stelle und der Sarabande als Abschluss. Sie kommt bereits bei allen sechs Partiten des Libro Quarto von 1656 vor, sowie bei allen fünf Partiten seines Livre Primiere aus den 1660er Jahren. In Bezug auf die Partita FbWV 620 (mit der Meditation, faict sur ma mort future... als Einleitung) und die Satzfolge Nr. 3 ist auch eine Randbemerkung von Matthias Weckmann (im Hintze-Manuskript) überliefert: „...Und so Setzt er Nun fast Alle seine Sachen in solcher Ordnung“.
Mit Anwendung der verschiedenen Stilelemente europäischer Prägung wirkte er nachhaltig auf Komponisten wie Louis Couperin, Dietrich Buxtehude oder Johann Pachelbel ein. Einige seiner Werke waren auch Johann Sebastian Bach bekannt.

### Überlieferung
Frobergers musikalischer Nachlass ging in den Besitz des Hauses Württemberg über und ist seither verschollen. Mindestens vier umfangreiche Autographe mit seinen Werken widmete er Kaiser Ferdinand III., nur zwei davon (Libro Secondo von 1649 und Libro Quarto von 1656) sind erhalten; hinzu kommt ein kleineres Libro di Capricci e Ricercate, das er vermutlich um 1658 Leopold I. überreichte. Die drei genannten Autographen befinden sich in der Österreichischen Nationalbibliothek in Wien (Stand 2025; zum Inhalt siehe unten: Erhaltene Autographe).
Ein bedeutender Fund war ein zu Beginn des 21. Jahrhunderts völlig unerwartet aufgetauchtes, spätes Autograph Frobergers, das insgesamt 20 Werke enthält, von denen 15 bis dahin unbekannt waren. Es wurde am 30. November 2006 bei Sotheby’s in London versteigert, war aber seit seiner Versteigerung nicht zugänglich und blieb unausgewertet (Inhalt siehe unten: Erhaltene Autographe).
Weitere Werke sind als Abschriften in zahlreichen zeitgenössischen Manuskripten in Bibliotheken ganz Europas erhalten, darunter u. a. das Manuscrit Bauyn. Erst ab den 1690er Jahren erschienen gesammelte Werke Frobergers im Druck bei Ludwig Bourgeat in Frankfurt am Main und in Amsterdam bei Estienne Roger und Pierre Mortier. Von vielen Werken existieren zahlreiche Varianten, deren Herkunft und Wert teilweise umstritten oder zweifelhaft ist. Besonders zu erwähnen ist die Tatsache, dass die Reihenfolge der Sätze seiner Partiten später häufig verändert wurde, besonders bereits in den erwähnten Drucken aus den Häusern Roger und Mortier, sowie um 1900 in der von Guido Adler erstellten Ausgabe in der Reihe Denkmäler der Tonkunst in Österreich. Der Werkbestand ist noch nicht endgültig gesichert, neue Manuskriptfunde gegen Ende des 20. Jahrhunderts führten zu einer ständigen Erweiterung der von Siegbert Rampe herausgegebenen Gesamtausgabe beim Bärenreiter-Verlag, darunter allerdings auch viele zweifelhafte Zuschreibungen.

### Erhaltene Autographe
1) Libro Secondo di Toccate, Fantasie, Canzone, Allemande, Courante, Sarabande, Gigue et altre Partite, alla Sacra Cesarea Maestà divotissime dedicato ... da Gio. Giacomo Froberger, 1649 (Österreichische Nationalbibliothek Wien, Mus. Hs. 18706):
- 6 Toccaten, FbWV 101 – 106
- 6 Fantasien, FbWV 201 – 206 (darunter Fantasia sopra Ut Re Mi Fa Sol La, FbWV 201)
- 6 Canzonen, FbWV 301 – 306
- 6 Partiten, FbWV 601 – 606 (darunter Partita auff die Mayerin, FbWV 606)

2) Libro Quarto di Toccate, Ricercari, Capricci, Allemande, Gigue, Courante, Sarabande, composto et humilissimo dedicato alla Sacra Cesarea Maestà di Ferdinando Terzo..., 1656 (Österreichische Nationalbibliothek Wien, Mus. Hs. 18707):
- 6 Toccaten, FbWV 107 – 112
- 6 Ricercari, FbWV 407 – 412
- 6 Capricci, FbWV 507 – 512
- 6 Partiten, FbWV 607 – 612

3) Libro di Capricci e Ricercate composto e humilissimo dedicato alla Sacra Cesarea Maestà di Leopoldo primo..., ca. 1658 (Österreichische Nationalbibliothek Wien, Mus. Hs. 16560):
- 6 Capricci, FbWV 501 – 506
- 6 Ricercari, FbWV 401 – 406

4) Livre Primiere. Des Fantasies, Caprices, Allemandes, Chigues, Couranttes, Sarebandes, Meditations., ca. 1666 (?; 2006 in Auktion bei Sotheby’s, London):
- 6 Fantasien (zuvor unbekannt)
- 6 Capricen (zuvor unbekannt)
- 5 Partiten: a-moll FbWV 615, g-moll FbWV 618, c-moll FbWV 619, F-Dur FbWV ? (zuvor unbekannt), D-Dur FbWV 620
- Meditation, la quelle se joue lentement avec discretion, sur la Mort future de Son Altesse Serenissime Madame Sibylle, Duchesse de Wirtemberg, Princesse de Montbeliard (zuvor unbekannt)
- Tombeau, le quel se joue lentement avec discretion, faict sur la tres douloureuse Mort de sa Majesté Imperiale le Troisiesme Ferdinand, FbWV 633
- Tombeau, le quel se joue lentement avec discretion, faict sur la tres douloureuse Mort de son Altesse Serenissime Monseigneur le Duc Leopold Friderich de Wirtemberg, Prince de Montbeliard (zuvor unbekannt)

## Notenbeispiel
Johann Jacob Froberger: Méditation faist sur ma Mort future laquelle se joue avec discretion.